# Bruno Jeudy
Pour les articles homonymes, voir Jeudy.
Bruno Jeudy, né le 26 septembre 1963 à Château-Gontier (Mayenne), est un journaliste et essayiste français.
Ancien membre de la rédaction du Parisien et du Figaro, il a été successivement rédacteur en chef politique au Journal du Dimanche puis à Paris Match. Il est éditorialiste à BFMTV depuis 2016. En octobre 2023, il lance La Tribune Dimanche dont il devient le directeur délégué.

## Biographie

### Études
Titulaire d’une licence de géographie à l'université de Nantes en 1984, d’une maîtrise d’administration économique et sociale à l'université d'Angers en 1987 et d’un diplôme d’études supérieures spécialisées d’information et de communication obtenu à l'université Paris II en 1988, Bruno Jeudy débute au journal Ouest-France en 1987,.

### Carrière
Bruno Jeudy rejoint Le Parisien en 1989, aux éditions locales puis au service politique, responsable du suivi de la droite et de celui de l’Élysée, de 1997 à 2002. Il y est chef adjoint du service politique jusqu’en 2005. Il poursuit sa carrière comme grand reporter au service Politique du Figaro, cette fois, responsable du suivi de l’Élysée et de Matignon. En 2010, il quitte le quotidien et intègre la rédaction du Journal du Dimanche, où il était déjà pressenti en 2008, et devient éditorialiste à L'Hémicycle, hebdomadaire français d'actualité politique et institutionnelle.
Il rejoint Paris Match en 2015 et est nommé rédacteur en chef au service politique et économie. Il est licencié du magazine en août 2022 après avoir « mené la fronde de la rédaction contre la une consacrée au cardinal ultra conservateur Robert Sarah. »,,. Il est remplacé par Laurence Ferrari qui devient la nouvelle rédactrice en chef politique de l'hebdomadaire.
Bruno Jeudy est régulièrement invité dans l'émission C dans l'air sur France 5, émission produite par Maximal Productions dont Lagardère Active - également propriétaire de Paris Match - en est la société mère jusqu'en octobre 2020. Après avoir été éditorialiste à ITélé en 2012 ainsi que sur France 24 et à Radio Classique, il rejoint BFM TV à la rentrée 2016. Il intervient dans les émissions du soir News et compagnie et Grand Angle ; Tonight Bruce Infos à la rentrée 2019 puis 22h Max à la rentrée 2020,  avant de rejoindre en 2022 LeDejInfo avec Pascale la Tour du Pin puis Aschley Chevallier depuis la rentrée en août 2023.
En mai 2023, Bruno Jeudy rejoint La Tribune. En août 2023, il prend la direction de La Tribune Dimanche.

## Prises de position
Le site web français d'analyse et de critique des médias Arrêt sur images le dit « énamouré de Sarkozy puis de Macron ».
Engagé en faveur du libéralisme économique, Bruno Jeudy a notamment défendu la réforme de la SNCF par le gouvernement d'Emmanuel Macron ou dénoncé un « acharnement » contre François Fillon lors de l'élection présidentielle de 2017. Il est mis en cause, avec d'autres figures de la chaîne d’information BFM TV, pour son soutien à Nicolas Sarkozy au moment de la fausse rétractation de Ziad Takieddine.

## Ouvrages

### Essais
- Bruno Jeudy, Les Coulisses d'une victoire, Éditions de l'Archipel, 2002 (ISBN 2841873943).
- Bruno Jeudy, Nicolas Sarkozy, de Neuilly à l'Élysée, Éditions de l'Archipel, 2007 (ISBN 2841879534).
- Bruno Jeudy, Sarkozy et ses femmes, coécrit avec Éric Decouty, Plon, 2008 (ISBN 2259208479).
- Bruno Jeudy, Sarkozy côté vestiaires, coécrit avec Karim Nedjari, Plon, 2010 (ISBN 2259212271).
- Bruno Jeudy, Le Coup monté, coécrit avec Carole Barjon, Plon, 2013 (ISBN 2259221297).
- Bruno Jeudy, Loi de 1905, laïcité, Religions et République (entretiens croisés entre Gérard Larcher et Marcel Gauchet), publication du Sénat, 2019.